# Arquitectura zoomorfa

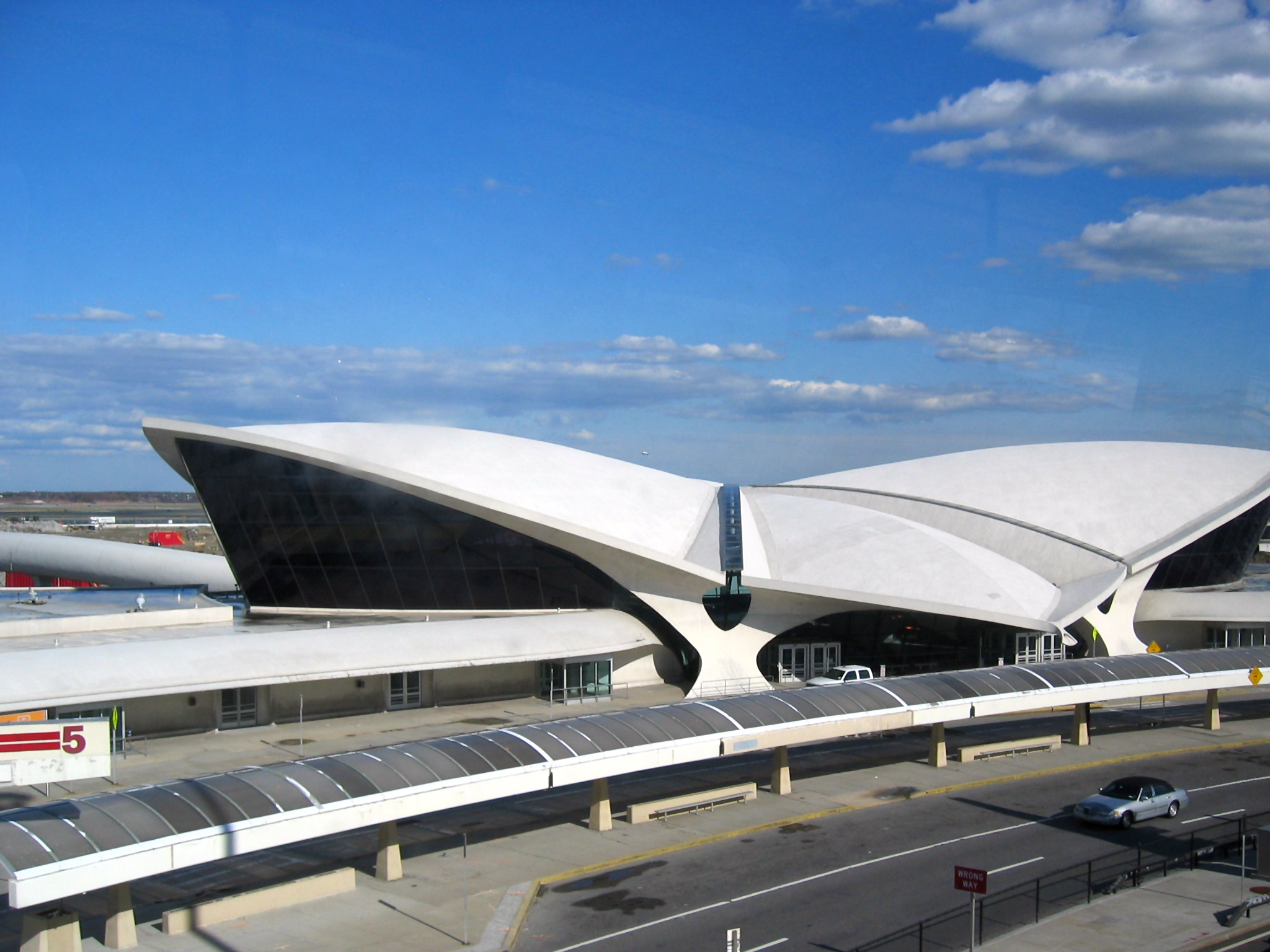
Centro de Vuelos TWA, Nueva York por Eero Saarinen.

Arquitectura zoomorfa es la práctica de utilizar formas animales como base de inspiración y modelo para el diseño arquitectónico. «Mientras que las formas animales siempre han jugado un papel añadiendo algunas de las capas más profundas de significado en la arquitectura, en la actualidad es cada vez más evidente que una nueva hebra de biomorfismo se está emergiendo en el que el significado no deriva de ninguna representación específica, sino de una alusión general a los procesos biológicos».
El movimiento se dice por algunos es una reacción en contra de algunas de las escuelas modernas de la arquitectura, como el modernismo y su aparente oposición a la naturaleza y la forma orgánica. Al comentar sobre el alejamiento de estas tendencias de diseño rígido y artificial, Susannah Hagan, en su libro Taking Shape tiene esto que decir: «Las oposiciones entre la cultura y la naturaleza, tan importante y brutalmente elaborados por el modernismo, se están disolviendo de nuevo, no en una vuelta a lo que era, sino una transformación de la misma [...] la división entre el organismo vivo y la máquina sigue derrumbandose».

## Ejemplos

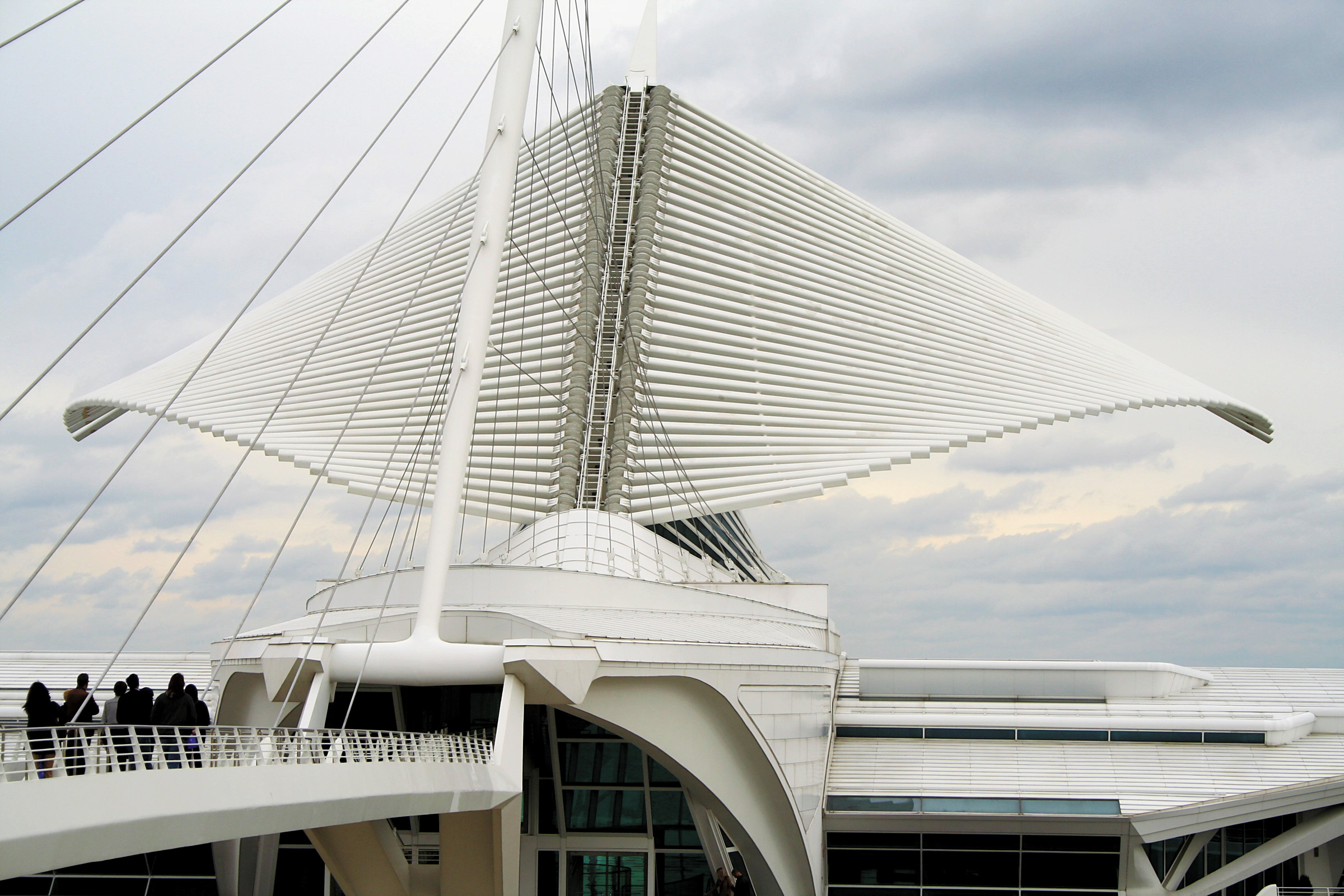
Museo de Arte de Milwaukee por Santiago Calatrava.

Algunos ejemplos bien conocidos de la arquitectura zoomorfa se pueden ver en el TWA Flight Center en Nueva York, por Eero Saarinen o el Museo de Arte de Milwaukee por Santiago Calatrava, ambas inspiradas en la forma de las alas de un pájaro.
También el Pueblo Oriental al Lado del Mar por Basil Al Bayati, que «se basa en edificios de tipo oriental, organizados en un plan que tiene sus orígenes en los patrones de insectos y plantas. El exoesqueleto de una libélula forma el cuerpo principal del diseño del edificio, su boca triangular de escaleras en el paseo marítimo que lleva al vestíbulo de entrada - la cabeza circular de la criatura. El cuerpo largo segmentado amarillo del insecto es el pasillo central, con iluminación de cúpula, que se entrelaza con una rama de un árbol, su tallo siendo una carretera y sus hojas los techos de condominios e instalaciones de ocio. Las bayas coloridas son villas coronados con techos en forma de cono que pretenden ser una reminiscencia de templos chinos».

## Arquitectos que han utilizado la arquitectura zoomorfa en sus obras
- Basil Al Bayati
- Le Corbusier
- Eero Saarinen
- Santiago Calatrava